# ایتوکوکوری
ایتوکوکوری (به ژاپنی: 糸括 イトククリ) نام علمی
(’Cerasus serrulata ‘Fasciculata) نام یک نوع درخت ساکورای باغی است. از اواسط دوره ادو نام این ساکورا در منابع دیده می‌شود. در انتهای ساقهٔ نسبتاً کلفت آن شکوفه‌های به صورت گروهی رشد می‌کنند. قسمت بیرونی شکوفه قرمز رنگ است و قسمت داخلی بیشتر به رنگ صورتی دیده می‌شود. برگ آن کمی دیرتر از گل سبز می‌شود.
- تعداد گلبرگ: ۱۵–۲۰ عدد
- رنگ: صورتی مایل به قرمز
- قطر گل: ۳٫۸ تا ۴٫۶ سانتیمتر
- زمان گل‌دهی:اواسط تا اواخر آوریل
- محل نمونه:باغ گیاه‌شناسی جنگل تاما